# Jogo de Cena
Jogo de Cena (letteralmente Gioco di scena) è un documentario brasiliano del 2007 diretto da Eduardo Coutinho.

## Trama
Dopo aver risposto a un annuncio su un giornale, 83 donne hanno risposto e raccontato la loro vita in uno studio. Ventitre di loro sono stati selezionati e girati in un teatro a Rio de Janeiro nel giugno 2006. Nel settembre dello stesso anno, diverse attrici hanno interpretato le stesse storie a modo loro.

## Riconoscimenti
2008 - Festival Internazionale del Film di Punta del Este
- premio per miglior documentario.

2008 - Cines del Sur
- premio per miglior documentario.

2007 - Festival Internazionale del Film di San Paolo
- selezione ufficiale del festival.

2008 - Festival internazionale del film indipendente di Buenos Aires
- selezione ufficiale del festival.

2008 - Tribeca Film Festival
- selezione ufficiale del festival.

2008 - Locarno Festival
- selezione ufficiale del festival.

2008 - Festival Internazionale del Film di Los Angeles
- selezione ufficiale del festival.

2008 - Festival internazionale del film di Roma
- selezione ufficiale del festival.